# Essex (Massachusetts)
Essex és una població dels Estats Units a l'estat de Massachusetts. Segons el cens del 2000 tenia 3.267 habitants.

## Demografia
Segons el cens del 2000, Essex tenia 3.267 habitants, 1.313 habitatges, i 887 famílies. La densitat de població era de 89,1 habitants/km².
Dels 1.313 habitatges en un 31,5% hi vivien nens de menys de 18 anys, en un 56,1% hi vivien parelles casades, en un 0% dones solteres, i en un 32,4% no eren unitats familiars. En el 26,7% dels habitatges hi vivien persones soles el 9,4% de les quals corresponia a persones de 65 anys o més que vivien soles. El nombre mitjà de persones vivint en cada habitatge era de 2,49 i el nombre mitjà de persones que vivien en cada família era de 3,03.
Per edats la població es repartia de la següent manera: un 24,2% tenia menys de 18 anys, un 5,3% entre 18 i 24, un 30,1% entre 25 i 44, un 26,9% de 45 a 60 i un 13,6% 65 anys o més.
L'edat mediana era de 40 anys. Per cada 100 dones de 18 o més anys hi havia 97,4 homes.
La renda mediana per habitatge era de 59.554 $ i la renda mediana per família de 70.152$. Els homes tenien una renda mediana de 48.036 $ mentre que les dones 32.000$. La renda per capita de la població era de 31.613$. Entorn del 4,3% de les famílies i el 6,6% de la població estaven per davall del llindar de pobresa.